# 水上家屋

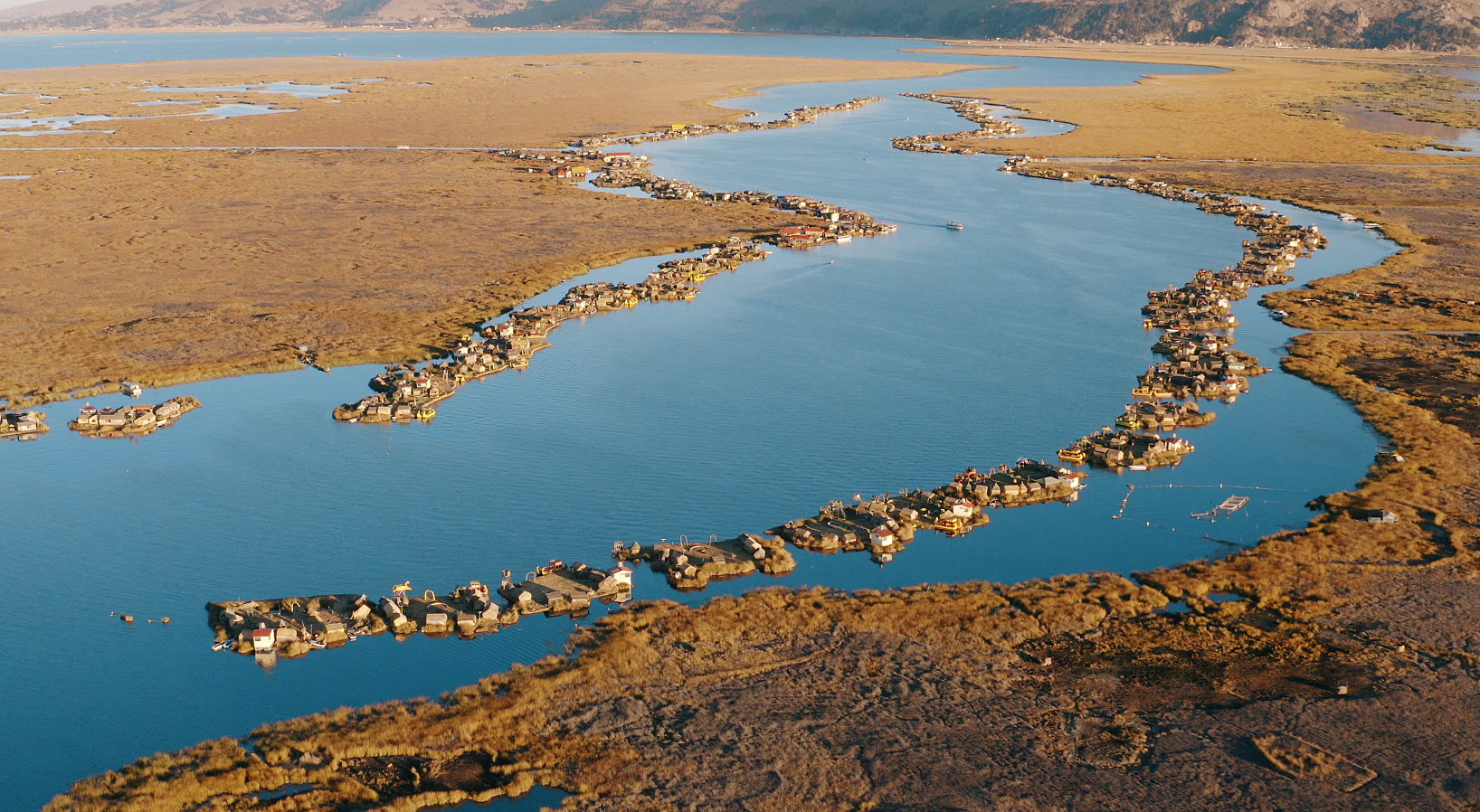
南米大陸チチカカ湖上に住む先住民ウル族が、トトラという草で作った浮島ウロス島と家により形成された集落

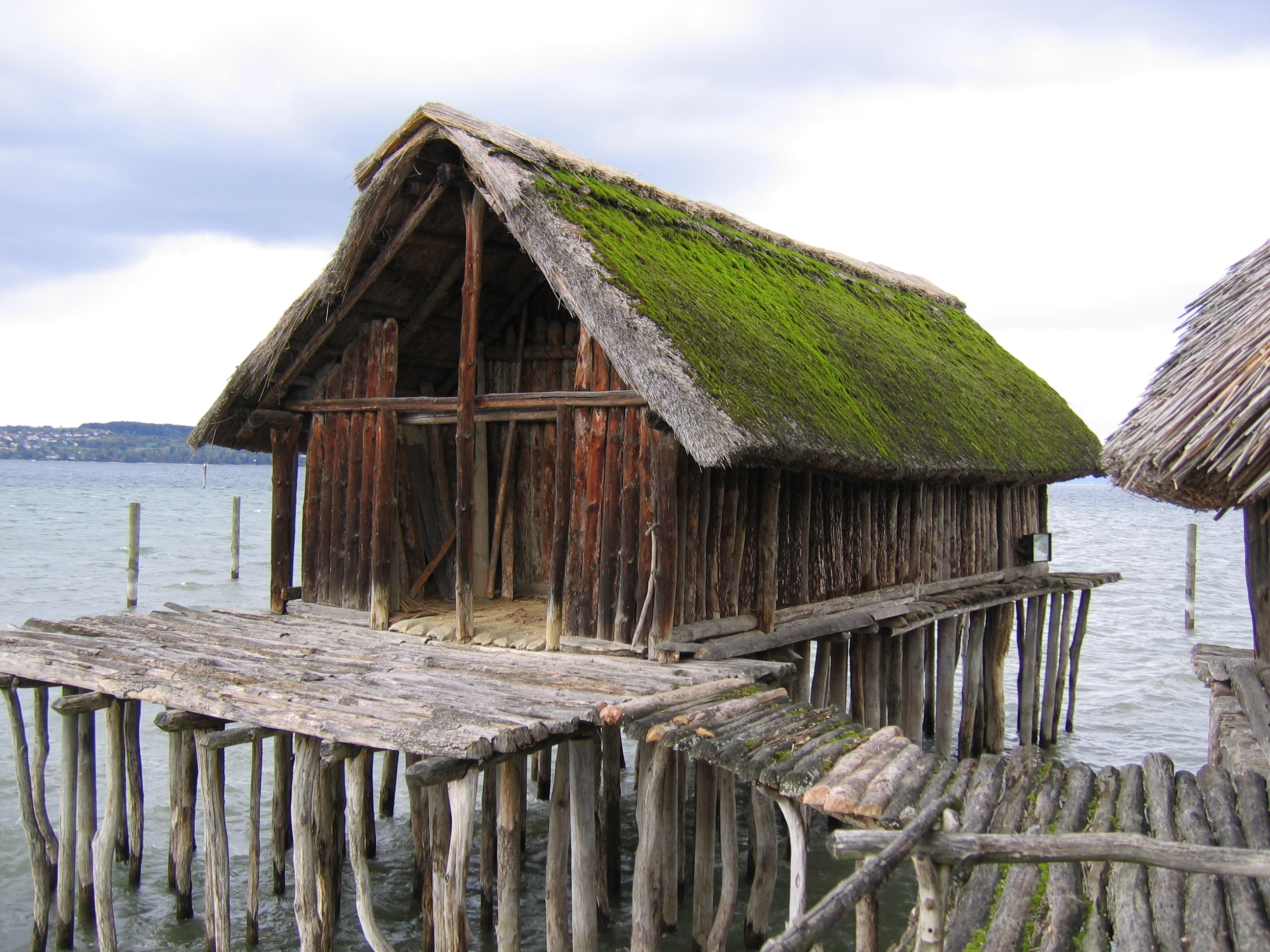
ドイツで石器時代の家を再現した杭上住居。プファールバウ博物館(ウンターウールディンゲン杭上住居博物館)

水上家屋（すいじょうかおく）とは、船や浮島の上に建てられた住居、もしくは杭上住居である。それらが集落となった場合は、水上集落と呼ばれる。
このような水上を生活する者たちを水上生活者と呼ぶ。筏や船などの上に建設された航行可能な住宅は、自由に場所を移動でき、水上輸送が主に利用される環境では合理性と安全性を持つ居住形態であった。

## 例
- 世界最大級のブルネイの水上集落カンポン・アイール[4]
- アフリカ最大の水上集落ガンビエ - 奴隷狩りから逃れるために形成された[5]。
- アルプス山脈周辺の先史時代の杭上住居群 - 2011年に国際連合教育科学文化機関（UNESCO）が世界遺産に登録
- ヴェネツィア（ベニス）
- Schoonschip - オランダで地球温暖化による海面上昇に備えた対策のために形成された水上都市[6]。
- インレー湖 - ミャンマー連邦共和国
- トンレ・サップ湖 - カンボジア[7]
- パンイー島（英語版） - タイ王国のパンガー湾に所在する島の浅瀬の杭上住居にて生活[8][9]

船・筏住居
- 船屋 - 日本にかつてあった居住形式
- 中国福建省福州の筏家[10]
- タイ王国では、20世紀以前では一般的な住居であったが、1995年時点で8つの州のみで確認されるほど減少した。

## その他
- 第10回東書フォトコンテスト国際理解部門賞に、カンボジアのトンレ・サップ湖にある集落コンポンプロックの様子を撮影した『水上集落の子供たち』（撮影者：佐藤隆史）が受賞した[11]。

海洋プラスチック問題
ごみの集積サービスが無いことから、プラスチックゴミが水環境へ大量廃棄される事態となっている。
水面面積の低下・水質汚染
浮畑(floating plots)なども作られ水面の面積が低下、農薬も使用されることから水質汚染を招いてる。
浮畑
インレー湖ではトマトなど。トンレ・サップ湖では、ねぎ、パクチー、とうがらし、レモングラス、マンゴー、ココナッツ、バナナ、パパイヤなど。
畜産・生け簀
トンレ・サップ湖では、豚・鶏・鴨などが浮島で育てられ、魚やワニの生け簀が作られる。